# Routes de l'État de São Paulo
Cette page comporte la liste de toutes les routes gérées par le gouvernement de l'État de São Paulo. Pour le détail des lieux où elles passent, cliquer sur la route désirée.

## Identification
L'identification des routes de l'État est faite par le sigle "SP", indicatif de l'État de São Paulo, suivi du numéro correspondant à la route.

## Tronçons
- Rodovia Adalberto Panzan
- Rodovia Arão Sahm
- Rodovia Ayrton Senna
- Rodovia Caiçara
- Rodovia Governador Carvalho Pinto
- Rodovia Chico Landi
- Rodovia Cônego Domênico Rangoni
- Rodovia Padre Eustáquio

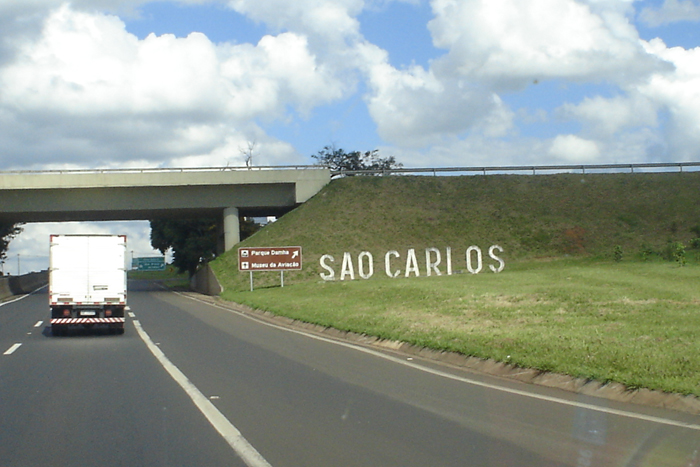
Rodovia Washington Luís (accès à São Carlos, km 236 south way.

- Rodovia Jornalista Francisco Aguirre Proença
- Rodovia João Mellão
- Rodovia Sen. José Ermírio de Moraes
- Rodovia Luís Augusto de Oliveira
- Rodovia Padre Manuel da Nóbrega
- Rodovia Dr. Paulo Lauro
- Rodovia Raposo Tavares
- Rodovia Santos-Dumont
- Rodovia Engenheiro Thales de Lorena Peixoto Júnior
- Rodovia Deputado Vicente Botta
- Rodovia Washington Luís

## SP-008 à SP-099
- SP-008
- SP-010
- SP-015
- SP-017
- SP-019 (Rodovia Helio Smidt)
- SP-021
- SP-023
- SP-029
- SP-031
- SP-036
- SP-039
- SP-041
- SP-042
- SP-043
- SP-046
- SP-048
- SP-050
- SP-052
- SP-054
- SP-055
- SP-056
- SP-057
- SP-058
- SP-059
- SP-060 (Rodovia Presidente Dutra)
- SP-061 (Rodovia Ariovaldo de Almeida Viana)
- SP-062
- SP-063
- SP-064
- SP-065 (Rodovia Dom Pedro I)
- SP-066
- SP-068
- SP-070
- SP-071
- SP-073
- SP-075
- SP-077
- SP-079
- SP-081
- SP-083 (Anel Viário J. R. M. Teixeira)
- SP-088
- SP-091
- SP-092
- SP-095
- SP-097
- SP-098
- SP-099 (Rodovia dos Tamoios)

## SP-101 à SP-197
- SP-101
- SP-102
- SP-103
- SP-105
- SP-107
- SP-113
- SP-121
- SP-122
- SP-123 (Rodovia Floriano Rodrigues Pinheiro)
- SP-125 (Rodovia Oswaldo Cruz)
- SP-127
- SP-129
- SP-131
- SP-132
- SP-133
- SP-135
- SP-139
- SP-141
- SP-143
- SP-147
- SP-148 (Rodovia Caminho do Mar)
- SP-150 (Rodovia Anchieta)
- SP-151
- SP-153
- SP-157
- SP-160 (Rodovia dos Imigrantes)
- SP-165
- SP-167
- SP-171
- SP-176
- SP-181
- SP-183
- SP-189
- SP-191
- SP-193
- SP-197

## SP-201 à SP-294
- SP-201
- SP-207
- SP-209
- SP-211
- SP-214
- SP-215  (Rodovia Dr. Paulo Lauro)
- SP-215  (Rodovia Luís Augusto de Oliveira)
- SP-216
- SP-221
- SP-222
- SP-225
- SP-226
- SP-228
- SP-230 (Rodovia Régis Bittencourt)
- SP-234
- SP-245
- SP-247
- SP-249
- SP-250
- SP-251
- SP-252
- SP-253
- SP-255
- SP-257
- SP-258 (Rodovia Francisco Alves Negrão)
- SP-259
- SP-261
- SP-264
- SP-266
- SP-267
- SP-268
- SP-270
- SP-271
- SP-272
- SP-273
- SP-274
- SP-275
- SP-276
- SP-278
- SP-280 (Rodovia Castelo Branco)
- SP-281
- SP-284
- SP-287
- SP-291
- SP-293
- SP-294

## SP-300 à SP-387
- SP-300
- SP-303
- SP-304
- SP-305
- SP-306
- SP-308
- SP-310 (Rodovia Washington Luís) e (Rodovia Feliciano Sales da Cunha)
- SP-312
- SP-315
- SP-316
- SP-317
- SP-318 (Rodovia Engenheiro Thales de Lorena Peixoto Júnior)
- SP-319
- SP-320
- SP-321
- SP-322
- SP-323
- SP-324 (Rodovia Miguel Melhado Campos)
- SP-326
- SP-327
- SP-328
- SP-330 (Rodovia Anhangüera)
- SP-331
- SP-332
- SP-333
- SP-334 (Rodovia Cândido Portinari)
- SP-336
- SP-338
- SP-340
- SP-342
- SP-344
- SP-345
- SP-346
- SP-348 (Rodovia dos Bandeirantes)
- SP-349
- SP-350
- SP-351
- SP-352
- SP-353
- SP-354
- SP-355
- SP-360
- SP-373
- SP-375
- SP-377
- SP-379
- SP-381
- SP-383
- SP-385
- SP-387

## SP-413 à SP-613
- SP-413
- SP-419
- SP-421
- SP-423
- SP-425
- SP-427
- SP-437
- SP-457
- SP-461
- SP-463
- SP-473
- SP-479
- SP-483
- SP-487
- SP-501
- SP-501
- SP-527
- SP-541
- SP-543
- SP-557
- SP-561
- SP-563
- SP-595
- SP-613

## Localisation
- Carte des routes de l'État.